# Topolino (Zeitschrift)
Topolino (italienisch für Micky Maus) war ein italienisches Wochenmagazin für Disney- und andere Comics. Es erschien von 1932 bis 1949 und wurde dann vom Topolino-Libretto abgelöst, das es heute noch gibt.

## Geschichte
Im Jahr 1932 entschied der Redakteur Mario Nerbini, ein neues Wochenmagazin für Disney-Comics zu publizieren. Die erste Ausgabe des Topolino erschien am 31. Dezember 1932. Es enthielt die erste Italienische Disney-Geschichte von Giove Toppi, in der Micky von einem Elefanten verfolgt wird. Jedoch hatte Nerbini nicht die Rechte für Micky Maus gekauft und so kam es, dass sich Emmanuelle (Disneys Stellvertreter in Italien) beschwerte und Nerbini das Heft in Topo Lino (Die Maus Lino) umbenannte. Als Nerbini die Rechte später kaufte, benannte er das Magazin erneut in Topolino um. Die ersten Geschichten von Floyd Gottfredson im Topolino sind in Topolino #7 zu finden. Meist wurden im Topolino die Sonntagsseiten veröffentlicht, die Tagesstrips wurden in einer Zeitung veröffentlicht.
Das Topolino hatte acht Seiten und veröffentlichte auch Non-Disney-Comics wie Tim Tyler’s Luck. 1935 veröffentlichte das Topolino auch Bobo der Elefant, Der Stein des Kalifen und Pluto, der Rennhund. Im selben Jahr kaufte das Verlagshaus Mondadori das Topolino. Die erste Nummer von Mondadori war #137.
1937 wurden aus Topolino und I tre porcellini, den beiden Kindermagazinen von Mondadori, Topolino – Grandi avventure. Die Seitenzahl änderte sich von acht auf 16. Auf der ersten Seite wurde immer ein Comic von Floyd Gottfredson abgedruckt, auf den anderen Seiten andere amerikanische Comics wie Tim Tyler’s Luck, aber auch italienische Geschichten wie Saturno contro la Terra, eine Geschichte von Federico Pedrocchi, in der Rebo (später in vier faschistischen Geschichten von ihm wieder aufgegriffen, gezeichnet von Luciano Bottaro) sein Debüt machte.
1938 verbot die faschistische Regierung den Abdruck von amerikanischen Geschichten, außer denen von Disney (Benito Mussolinis Kinder mochten Micky Maus). Am 3. Februar 1942 jedoch befahl Mussolini, auch diese amerikanischen Geschichten einzustellen. Micky Maus wurde durch Tuffolino, eine Micky sehr ähnliche Figur, ersetzt. Tuffolino machte sein Debüt in Tuffolino agente di pubblicità, einem Remake der amerikanischen Story Mickey Mouse, super salesman. Tuffolino und seine Freunde (Mimma und Clara) ähnelten sehr stark Micky und seinen Freunden (Minni und Klarabella). Tuffolinos Geschichten wurden von Pedrocchi geschrieben und von Pier Lorenzo De Vita gezeichnet. Im Dezember 1943 musste Mondadori alle Ausgaben einstellen.
Im Dezember 1945 fing Mondadori wieder an, Topolino zu produzieren. Wegen des Falls der Faschisten in ganz Europa außer Spanien konnten jetzt auch wieder Gottfredson-Geschichten abgedruckt werden. 1949 entschied der Chefredakteur Mario Gentilini, das Magazin in ein Taschenbuch umzuwandeln. Die letzte Ausgabe des Topolino war die #738; am 10. April 1949 wurde die erste Ausgabe des Topolino libretto veröffentlicht.